# Vision (Thomas Mann)
Pour les articles homonymes, voir Vision.
Vision est une nouvelle de Thomas Mann écrite en 1893 pour la revue étudiante de Lübeck Der Frühlingssturm.